# Остров Скотта
Остров Скотта (англ. Scott Island) — остров в южной части Тихого океана, у берегов Антарктиды, примерно в 600 км от мыса Адэр (северо-восточная оконечность Земли Виктории).

## География
Длина острова составляет 565 м, ширина — до 340 м, высота 54 м. Сложен базальтами; поверхность почти полностью скрыта подо льдом. В 250 м западнее расположена скала Хаггитс-Пиллар диаметром около 50 м и высотой 62 м.

## История
Остров был открыт в 1902 году капитаном экспедиционного судна британской антарктической экспедиции Уильмом Колбеком и назван в честь Роберта Скотта.